# Илфов (жудец)
Жуде́ц И́лфов (рум. Judeţul Ilfov) — румынский жудец в регионе Валахия. Входит в Бухарестскую агломерацию.

## География
Жудец занимает территорию в 1583 км², расположен в Нижнедунайской равнине.
По территории жудеца протекают реки Дымбовица и Колентина.
Граничит с жудецами:
- Яломица и Кэлэраши на востоке;
- Дымбовица на западе;
- Прахова на севере;
- Джурджу на юге и востоке.                                                                                                                                                  Окружает столицу страны Бухарест.

## Население
В 2007 году население жудеца составляло 294 094 человека (в том числе мужское население — 143 084 и женское — 151 010 человек), плотность населения — 185,78 чел./км².
| Год  | Население |
| ---- | --------- |
| 1930 | 135 370   |
| 1948 | 167 533   |
| 1956 | 196 265   |
| 1966 | 229 773   |
| 1977 | 287 738   |
| 1992 | 286 965   |
| 2002 | 300 123   |
| 2011 | 364 241   |

## Административное деление
В состав жудеца входят 8 городов и 32 коммуны:

### Города
- Брагадиру
- Буфтя
- Волунтари
- Китила
- Мэгуреле
- Отопень
- Пантелимон
- Попешти-Леордени

### Коммуны
| - 1 декабря - Афумаци - Балотешти - Берчени - Брэнешти - Видра | - Глина - Грую - Грэдиштя - Гэняса - Даскэлу | - Доброешти - Домнешти - Драгомирешти-Вале - Дэрэшти-Илфов - Жилава |  |

## Экономика
Основное занятие было сельским хозяйством. В настоящее время из-за экономического роста в Бухаресте многие компании открыли свои офисы, производственные объекты или склады в близлежащих деревнях, расположенных в округе Ильфов, что делает его самым развитым уездом в Румынии.